# Langstone (Devon)
Langstone – przysiółek w Anglii, w Devon. Langstone jest wspomniane w Domesday Book (1086) jako Langestan/Langhestan.